# 25 août 1963
Le dimanche 25 août 1963 est le 237e jour de l'année 1963.

## Naissances
- Miro Cerar, homme d'État slovène
- Roberto Mussi, footballeur italien
- Aaron Zigman, compositeur et acteur américain
- Yahiya Doumbia, joueur de tennis professionnel sénégalais
- Kornelija Kvesić, joueuse yougoslave puis croate de basket-ball

## Décès
- Paul Herbé (né le 15 octobre 1903), architecte français
- Edward L. Cahn (né le 12 février 1899), monteur, producteur et réalisateur américain
- Charles Baudouin (né le 26 juillet 1893), psychanalyste et écrivain franco-suisse
- Ivan Bagriany (né le 2 octobre 1906), écrivain, essayiste, dramaturge et militant ukrainien

## Autres événements
- Fin du Championnat d'Islande de football 1963
- Début du Championnat de Roumanie de football 1963-1964
- Fin des Tours préliminaires de la coupe de Belgique de football 1963-1964